# عمیر بن وهب
عمیر بن وهب (به عربی: عمير بن وهب) صحابه محمد پیامبر اسلام بود. او از مخالفان سرسخت اسلام در دوران جاهلیت بود. وی در سال دوم پس از هجرت پس از جنگ بدر مسلمان شد.